# Wynyard (circonscription saskatchewanaise)
Pour les articles homonymes, voir Wynyard et Quill.
Circonscription électorale provinciale du Canada
Wynyard (initialement Quill Plains) est une ancienne circonscription électorale provinciale de la Saskatchewan au Canada. Elle est représentée à l'Assemblée législative de la Saskatchewan de 1912 à 1934.

## Géographie
La circonscription était centrée autour de la ville de Wynyard. Le territoire de la circonscription fut par la suite représenté par Arm River-Watrous et Kelvington-Wadena.

## Liste des députés
| Parlement    | Années       | Député       | Député                       | Parti        |
| Quill Plains | Quill Plains | Quill Plains | Quill Plains                 | Quill Plains |
| ------------ | ------------ | ------------ | ---------------------------- | ------------ |
| 3e           | 1912–1917    |              | Wilhelm Paulson (en)         | Libéral      |
| Wynyard      |              |              |                              |              |
| 4e           | 1917–1921    |              | Wilhelm Paulson (en)         | Libéral      |
| 5e           | 1921–1924    |              | George Wilson Robertson (en) | Indépendant  |
| 5e           | 1924-1925    |              | Wilhelm Paulson (en)         | Libéral      |
| 6e           | 1925-1929    |              | Wilhelm Paulson (en)         | Libéral      |
| 7e           | 1929–1934    |              | Wilhelm Paulson (en)         | Libéral      |

## Résultats électoraux
Wynyard (1917-1934)

Quill Plains (1912-1917)